# 백프로 (영화)
《백프로》는 2014년에 개봉된 대한민국의 영화이다.

## 캐스팅
- 윤시윤 : 백세진 역
- 여진구 : 이병주 역
- 천호진 : 석구 역
- 이경영 : 교장 역
- 박상면 : 병우 아버지 역
- 이원종 : 종희 아버지 역
- 이병준 : 은석 아버지 역
- 김보미 : 이화 역
- 지대한 : 홍만 아버지 역
- 조영진 : 정환 아버지 역
- 유서진 : 안나 역
- 김진근 : 정옥 아버지 역
- 이혜근 : 종희 어머니 역
- 장명갑 : 쌍디 아버지 역
- 공정환 : 정환 역
- 박효준 : 영민 역
- 강병찬 : 강병찬 역
- 유태웅 : 강프로 역
- 윤석현 : 홍만 역
- 강이석 : 은석 역